# Trezzo sull'Adda
Trezzo sull'Adda är en ort och kommun i storstadsregionen Milano, innan 31 december 2014 i provinsen Milano, i regionen Lombardiet i Italien. Kommunen hade 12 171 invånare (2018).